# Sayonara keikoku
Pour plus de détails, voir Fiche technique et Distribution.
Sayonara keikoku (さよなら渓谷) est un film dramatique japonais réalisé et scénarisé par Tatsushi Ōmori et sorti en 2017. Il s'agit d'une adaptation du roman homonyme de Shūichi Yoshida publié en 2008.
Il remporte le prix du jury au 35e festival de Moscou.

## Fiche technique
Sauf indication contraire, les informations mentionnées dans cette section peuvent être confirmées par la base de données cinématographiques IMDb,  présente dans la section « Liens externes ».
- Titre original : さよなら渓谷 (Sayonara keikoku?)
- Réalisation : Tatsushi Ōmori
- Scénario : Tatsushi Ōmori, Ryō Takada (ja) d'après le roman de Shūichi Yoshida
- Photographie : Ryō Ōtsuka (ja)
- Montage : Ryō Hayano (ja)
- Musique : Masahiro Hiramoto (ja)
- Décors : Michitoshi Kurokawa
- Producteurs : Akira Morishige, Shin'ichirō Muraoka
- Société de production : Stardust Pictures (SDP), Studio Three Co. Ltd.
- Format : couleur
- Pays de production :  Japon
- Langue de tournage : japonais
- Genre : drame
- Durée : 117 minutes (1h57)
- Dates de sortie : 
  - Japon : 22 juin 2013[2]
  - Canada : 30 septembre 2013

## Distribution
- Yōko Maki : Kanako
- Shima Ōnishi (ja) : Shunsuke Ozaki
- Anne Suzuki : Satomi Tachibana
- Arata Iura : l'ex-mari de Kanako
- Hirofumi Arai : l'ami de Shunsuke
- Mitsuru Hirata : Youichi
- Nao Ōmori : Watanabe
- Mayu Tsuruta (ja) : l'épouse de Watanabe
- Kumi Takiuchi (ja) : une camarade d'école

## Distinctions
Sauf indication contraire, les informations mentionnées dans cette section peuvent être confirmées par la base de données cinématographiques IMDb,  présente dans la section « Liens externes ».

### Récompenses
- 35e festival de Moscou : prix spécial du jury[3]
- 37e cérémonie des Japan Academy Prize : prix de la meilleure actrice pour Yōko Maki[4]
- Nikkan Sports Film Awards 2013  : prix de la meilleure actrice pour Yōko Maki
- Festival du film de Yokohama 2013 : prix de la meilleure actrice pour Yōko Maki
- 38e Prix Hōchi du cinéma : prix de la meilleure actrice pour Yōko Maki[5]
- Prix Kinema Junpō 2014 : prix de la meilleure actrice pour Yōko Maki

### Sélections
- 35e festival de Moscou : en compétition pour le Prix d'or[3]
- Blue Ribbon Awards 2013 : prix du meilleur film et prix de la meilleure actrice pour Yōko Maki
- Asian Film Awards 2014 : prix de la meilleure actrice pour Yōko Maki